# ناحیه ملروز، شهرستان کلارک، ایلینوی
ناحیه ملروز، شهرستان کلارک، ایلینوی (به انگلیسی: Melrose Township) یک منطقهٔ مسکونی در ایالات متحده آمریکا است که در شهرستان کلارک، ایلینوی واقع شده‌است. ناحیه ملروز ۳۵۲ نفر جمعیت دارد و ۱۶۲ متر بالاتر از سطح دریا واقع شده‌است.